# Un nabab maghiar (film)
Un nabab maghiar (în maghiară Egy magyar nábob) este un film din 1966 regizat de Zoltán Várkonyi.

## Distribuție
- Ferenc Bessenyei — János Kárpáthy
- Iván Darvas — Abellino Kárpáthy
- Zoltán Latinovits — Rudolf Szentirmay
- Tibor Bitskey — Miska Kis
- Lajos Básti — Miklós Wesselényi
- Éva Ruttkai — Flóra Eszéki
- Éva Pap — Fanny Mayer
- Teri Tordai — Chataquela
- Gyula Benkő — baronul Fegyverneky
- Mária Sulyok — doamna Mayer
- Zoltán Várkonyi — Maszlaczky